# 臺大F-100超級軍刀機保存事件

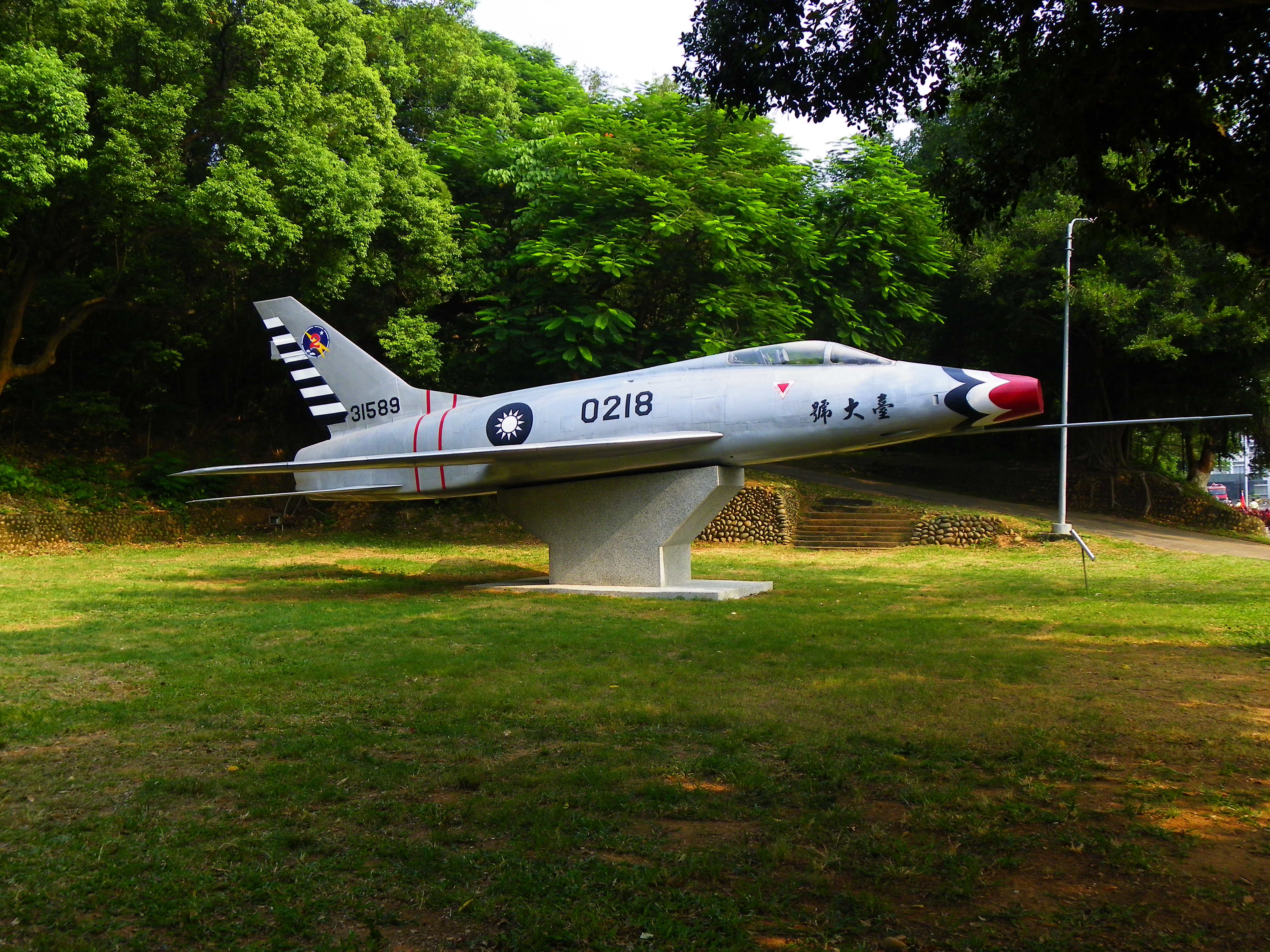
現存成功嶺的F-100A 0218。

臺大F-100超級軍刀機保存事件是發生在國立臺灣大學的校景保存爭議事件，學生與社會人士自發行動，與學校交涉軍刀機在校園的保存安置。

## 概要
八二三炮戰時，面臨中國人民解放軍空軍主力戰鬥機米格-17戰鬥機的威脅，美國政府於是軍援中華民國空軍F-100超級軍刀戰鬥機，以維持台灣海峽的空中優勢。1987年，國防部將退役的F-100戰鬥機運至臺灣大學總區機械實習工廠旁靜態展示，但後來因長年缺乏維護，頗有毀損，2009年臺大總務處準備拆卸飛機並運走轉交國防部時，卻被路過的民眾阻止施工。
當時臺大學生曾自發成立「臺大F-100改善小組」，提出軍機保存計畫書，不少民間公司和退役軍官也願提供維修技術協助，但在2011年11月，校方將本機交還國防部，軍方以陸運方式移至屏東空軍第一後勤指揮部，對飛機外部的凹損修補、蒙皮填補、機腹器材清除減重、外觀重新修磨、噴漆，座艙罩等損壞部分，則重新製作仿真件。2012年本機外觀修復完成後，以固定基座展示於成功嶺軍史公園，同年4月30日揭幕。

## 腳注
1. ↑  陳培煌. . 中央社. 2012-04-27  [2012-10-09]. （原始内容存档于2012-07-09）.

## 外部連結
- 保存小組部落格 （页面存档备份，存于）
- 保存小組Facebook粉絲團